# Dominique Provost-Chalkley
Dominique Provost-Chalkley est une personnalité britannico-canadienne. Dominique nait le 24 mars 1990 à Bristol en Angleterre et est célèbre pour le rôle de Waverly Earp dans la série télévisée américano-canadienne Wynonna Earp.

## Biographie
Ses parents sont Danielle Provost (québécoise) et Christopher Chalkley (anglais), un artiste et activiste.
D'origine québécoise, Dominique rend visite à sa famille à Montréal quand son agent lui annonce qu'à la suite de précédentes auditions sur cassettes pour Wynonna Earp, la production souhaite une rencontre pour le rôle de Waverly Earp. Dominique vit à Toronto au Canada.
En 2018, Dominique crée Start The Wave, qui devient un organisme à but non lucratif fin 2019  dont l'objectif est de soutenir et promouvoir des projets qui créent des changements positifs dans le monde entier (avec comme grands thèmes l'écologie, la bienveillance, l'égalité/la justice, le véganisme et les droits des animaux, la communauté LGBTQIA+).
En 2019, Dominique joue le rôle de Sue dans le film de Noël queer, Season of Love. Dominique y interprète une chanson de Billy Steinberg, Lift Your Spirit Up, ainsi qu'un extrait d'une chanson que Dominique a écrite et composée.
Le 24 mars 2020, jour de ses 30 ans, Dominique fait son coming-out queer,, en postant le tout premier témoignage « Rainbow Waves » sur le site de Start the Wave, initiative permettant aux gens de partager leur histoire de coming-out. Dominique Provost-Chalkley s'identifie comme non-binaire et utilise les pronoms neutres they/them.
Dominique souffre du syndrome de Raynaud et est dyslexique.
Dominique s'implique dans la protection des animaux et assiste à des manifestations. 

## Filmographie

### Cinéma
- 2012 : The Seasoning House de Paul Hyett : Vanya
- 2015 : Avengers : L'Ère d'Ultron de Joss Whedon : Zrinkaa (+ doublure de Scarlett Johansson)
- 2017 : Beautiful Devils de James Marquand : Emmy
- 2017 : The Carmilla Movie de Spencer Maybee : Elle Sheridan
- 2017 : Buckout Road de Matthew Currie Holmes : Cleo Harris
- 2019 : Season of love de Christin Baker : Sue
- 2020 : Like a House on Fire de Jesse Noah Klein : Therese

### Court-métrage
- 2016 : Cannonball de Katherine Barrell : Marley
- 2018 : Eat Jeremy de Sam South : Julie

### Télévision

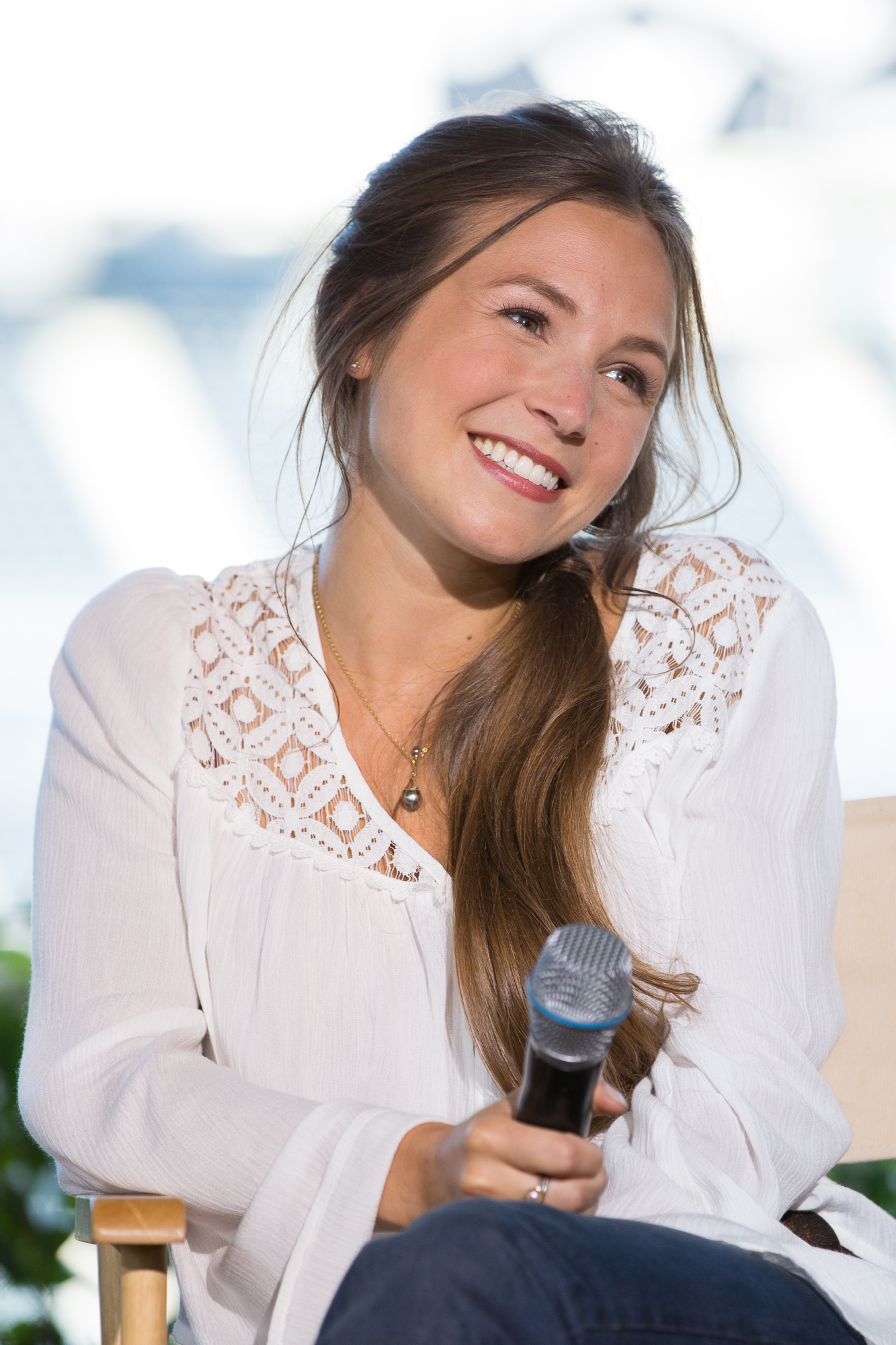
Dominique Provost-Chalkley à la San Diego Comic-Con International en juillet 2016.

| Année       | Titre                   | Rôle              | Notes                                             |
| ----------- | ----------------------- | ----------------- | ------------------------------------------------- |
| 2008        | Britannia High          | Danseuse          | 8 épisodes (saison 1)                             |
| 2012        | The Midnight Beast      | Jenny             | Boyband (saison 1, épisode 5)                     |
| 2016 - 2021 | Wynonna Earp            | Waverly Earp      | Personnage principal                              |
| 2016        | Les Enquêtes de Murdoch | Elizabeth Atherly | Tout feu tout flamme (saison 10, épisodes 1 et 2) |
| 2017        | 12 Monkeys              | Arianna           | Mère (saison 3, épisode 1)                        |
| 2017        | Neverknock              | Grace             | Téléfilm                                          |
| 2017        | Separated at Birth      | Terri Marshall    | Téléfilm                                          |

### Comédie Musicale
- 2010 : Dirty Dancing au Aldwych Theatre : ensemble / doublure
- 2012 à 2013 : Viva Forever! au Piccadilly Theatre : Holly

## Récompenses
| Année | Association           | Catégorie             | Résultat |
| ----- | --------------------- | --------------------- | -------- |
| 2019  | Prix Écrans canadiens | Audience Choice Award | Lauréat  |